# Piażyjewa Sielga (stacja kolejowa)
Piażyjewa Sielga (ros. Пяжиева Сельга, krl. Päžinselgy) – stacja kolejowa w miejscowości Piażyjewa Sielga, w rejonie prionieżskim, w Karelii, w Rosji. Położona jest na linii Wołchow - Murmańsk.
Stacja powstała podczas I wojny światowej, na zbudowanej wówczas murmańskiej drodze żelaznej.